# Claudio Yacob
Claudio Yacob (Carcarañá, Santa Fe, 18 juli 1987) is een Argentijns voetballer die bij voorkeur als defensieve middenvelder speelt. Hij verruilde in juli 2012 Racing Club de Avellaneda voor West Bromwich Albion. Yacob debuteerde in 2011 in het Argentijns voetbalelftal.

## Clubcarrière
Yacob debuteerde op 6 november 2006 voor Racing Club de Avellaneda, waar hij doorstroomde vanuir de jeugd. In 2008 kreeg hij er de aanvoerdersband toegewezen. Op 24 juli 2012 tekende Yacob een driejarig contract met optie op een extra jaar bij West Bromwich Albion. Hij debuteerde hiervoor in de Premier League tegen Liverpool en werd in zijn eerste wedstrijd in Engeland tot man van de match uitgeroepen. Yacob vormde in zijn eerste seizoen een duo in de centrale as van het middenveld met Youssouf Mulumbu. West Bromwich eindigde dat seizoen op een achtste plaats. De volgende twee seizoenen volgden een zeventiende en een dertiende plek. Yacob verlengde in juli 2015 zijn contract bij West Bromwich tot medio 2017.

## Interlandcarrière
Yacob debuteerde op 16 maart 2011 voor Argentinië in een vriendschappelijke wedstrijd tegen Venezuela. De wedstrijd eindigde op 4-2 voor de Argentijnen. Op 20 april 2011 scoorde Yacob voor Argentinië in een vriendschappelijke wedstrijd tegen Ecuador. De wedstrijd eindigde op 2-2.
| Interlands van Claudio Yacob voor Argentinië | Interlands van Claudio Yacob voor Argentinië | Interlands van Claudio Yacob voor Argentinië | Interlands van Claudio Yacob voor Argentinië | Interlands van Claudio Yacob voor Argentinië | Interlands van Claudio Yacob voor Argentinië | Interlands van Claudio Yacob voor Argentinië |
| №                                            | Datum                                        | Wedstrijd                                    | Uitslag                                      | Competitie                                   | Goals                                        | Assists                                      |
| Als speler van Racing Club de Avellaneda     | Als speler van Racing Club de Avellaneda     | Als speler van Racing Club de Avellaneda     | Als speler van Racing Club de Avellaneda     | Als speler van Racing Club de Avellaneda     | Als speler van Racing Club de Avellaneda     | Als speler van Racing Club de Avellaneda     |
| -------------------------------------------- | -------------------------------------------- | -------------------------------------------- | -------------------------------------------- | -------------------------------------------- | -------------------------------------------- | -------------------------------------------- |
| 1                                            | 16 maart 2011                                | Argentinië – Venezuela                       | 4 – 2                                        | Vriendschappelijk                            | 0                                            | 0                                            |
| 2                                            | 20 april 2011                                | Argentinië – Ecuador                         | 2 – 2                                        | Vriendschappelijk                            | 1                                            | 0                                            |

## Erelijst
| Wereldkampioen -20 | 1x | 2007 |

1 Palmer ·
2 Furlong ·
3 Holgate ·
4 Styles ·
5 Bartley ·
6 Ajayi ·
7 Wallace  ·
8 Molumby ·
9 Maja ·
10 Swift ·
11 Diangana ·
12 Dike ·
14 Heggem ·
17 Diakité ·
18 Grant ·
19 Dobbin ·
20 Račić ·
21 McNair ·
22 Johnston ·
23 Wildsmith ·
24 Frabotta ·
27 Mowatt ·
30 Cann ·
31 Fellows ·
44 Cole ·
Coach: Corberán